# Meridian (Star Trek: Stanice Deep Space Nine)
Meridian (v anglickém originále Meridian) je v pořadí osmá epizoda třetí sezóny seriálu Star Trek: Stanice Deep Space Nine.

## Příběh
I přes hrozbu Dominionu pokračuje zkoumání Gamma kvadrantu. V systému Trialus narazí Defiant na gravimetrickou poruchu, ze které se po chvíli stane planeta Meridian. Ta zde byla předtím nebyla, protože je spojená s jinou dimenzí, do které se vrací na 60 pozemských let. V naší dimenzi bude pouze 12 dní a její obyvatelé pozvou posádku Defiantu na oběd. Deral, vědec zkoumající tuto planetu, se sblíží s Jadzií. Nejprve je rozhodnut planetu opustit a vrátit se s Jadzií do Alfa kvadrantu, ale nakonec převládne pocit odpovědnosti ke svým lidem. Protože ho Jadzia nechce opustit, žádá o zproštění služby na 60 let.
Pro přechod mezi dimenzemi upraví doktor Bashir Jadziinu molekulární strukturu, ale její přechod se stejně nezdaří. Navíc její přítomnost na planetě působí jako kotva a destabilizuje matrici, takže Meridianu hrozí roztrhání. O'Brien na poslední chvíli transportuje Jadzii z planety, takže není vystavena vakuu. Planeta i její obyvatelé mizí.
V druhém příběhu začne Tiron nadbíhat Kiře a protože ta jeho zájem neopětuje, chce vytvořit od Quarka za tučnou odměnu speciální osobní holoprogram. Quark se snaží různými způsoby pořídit Kiřiny holofotky, což se nedaří, a tak v zoufalém pokusu ukradne data z její složky. Odo si toho všimne a s pomocí Kiry připraví odvetu. Když Tiron vejde do slíbeného holoprogramu, čeká v něm tělo Kiry s Quarkovou hlavou. Tiron je rozezlen a slibuje Quarkovi strašlivou pomstu.